# Eduardo de Martino
Eduardo Federico de Martino, talora indicato anche come Edoardo (Meta, 29 marzo 1838 – Londra, 21 maggio 1912), fu un pittore italiano la cui produzione artistica riguardò in larga parte la rappresentazione di navi e battaglie di diverse Marine militari del mondo.
Anteriormente al conseguimento della fama artistica fu militare della Marina borbonica e, dopo il 1861, di quella italiana, nella quale giunse fino al grado di sottotenente di vascello.
Per i suoi meriti artistici fu insignito dell’Ordine vittoriano del Regno Unito, di quello della Rosa brasiliano e di quello della Corona d'Italia, oltre a essere stato l’unico ad avere goduto del titolo di «Pittore di Marina di sua Maestà» conferitogli dalla regina Vittoria e confermato dai suoi successori Edoardo VII e Giorgio V.
Nonostante residente all’estero per più di metà della sua vita, rimase sempre cittadino italiano.

## Biografia

### Carriera militare
Nato nel 1838 a Meta (comune del Napoletano adiacente a Sorrento), ottavo figlio di un pilota della Marina borbonica che morì quando aveva pochi mesi di età, fu arruolato a 11 anni nel 1849 nella Real accademia di Napoli affinché intraprendesse la carriera da ufficiale dell’armata di mare delle Due Sicilie e sopperisse parzialmente alle difficoltà finanziarie affrontate dopo la morte del capofamiglia.
Nella capitale del regno Eduardo de Martino trovò il modo di conciliare gli studi e la disciplina militare con la frequenza serale all’Accademia di belle arti, nonché la pratica presso gli studi di due pittori locali.
A 16 anni conseguì la licenza di pilota di 2ª classe e un anno più tardi quello di 1ª classe.
Con l’Unità d’Italia del 1861 passò alla Regia Marina e nel 1863 divenne ufficiale con il grado di guardiamarina; l’anno successivo fu promosso sottotenente di vascello e divenne ufficiale di rotta.
Nel 1866, durante una missione in Atlantico meridionale, la corvetta Ercole sulla quale era imbarcato ebbe un incidente nello stretto di Magellano; dato il suo incarico a bordo ne fu ritenuto responsabile (altre fonti suggeriscono altresì l’ipotesi che egli conoscesse il responsabile dell’incidente e decise di non testimoniare sull’accaduto) e quindi, dopo poco meno di due anni e altri imbarchi nel Mar Baltico, si congedò dalla Marina per stabilirsi a Montevideo, in Uruguay, forte dei legami di amicizia che aveva intrecciato con alcuni ufficiali di varie Marine del Sudamerica.

### Carriera artistica

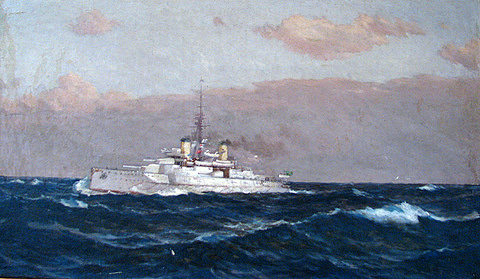
L’incrociatore brasiliano São Paulo (olio su tela)

Poco dopo l’arrivo in Uruguay si trasferì a Porto Alegre in Brasile, dove nel 1869 espose i suoi primi quadri; già introdotto fin dal 1867 da alcuni ufficiali di quel Paese alla corte dell’imperatore Pietro II, ricevette da questi l’incarico di documentare pittoricamente l’andamento della guerra della triplice alleanza (il conflitto condotto per questioni territoriali tra il Paraguay e le forze armate di Argentina, Brasile e Uruguay tra il 1864 e il 1870).
Numerose sono le opere che il pittore produsse in quel lasso di tempo, anche se la notorietà e la consacrazione giunsero a conflitto cessato e a celebrazioni della vittoria in corso: fu infatti invitato a presentare due sue opere all’esposizione generale delle Belle Arti del 1870, quando all’epoca era già membro dell’Accademia imperiale.
Il successo di Eduardo de Martino come pittore ufficiale della marina brasiliana fu tale che nel 1871 Pietro II gli conferì l’onorificenza di cavaliere dell’Ordine della Rosa.

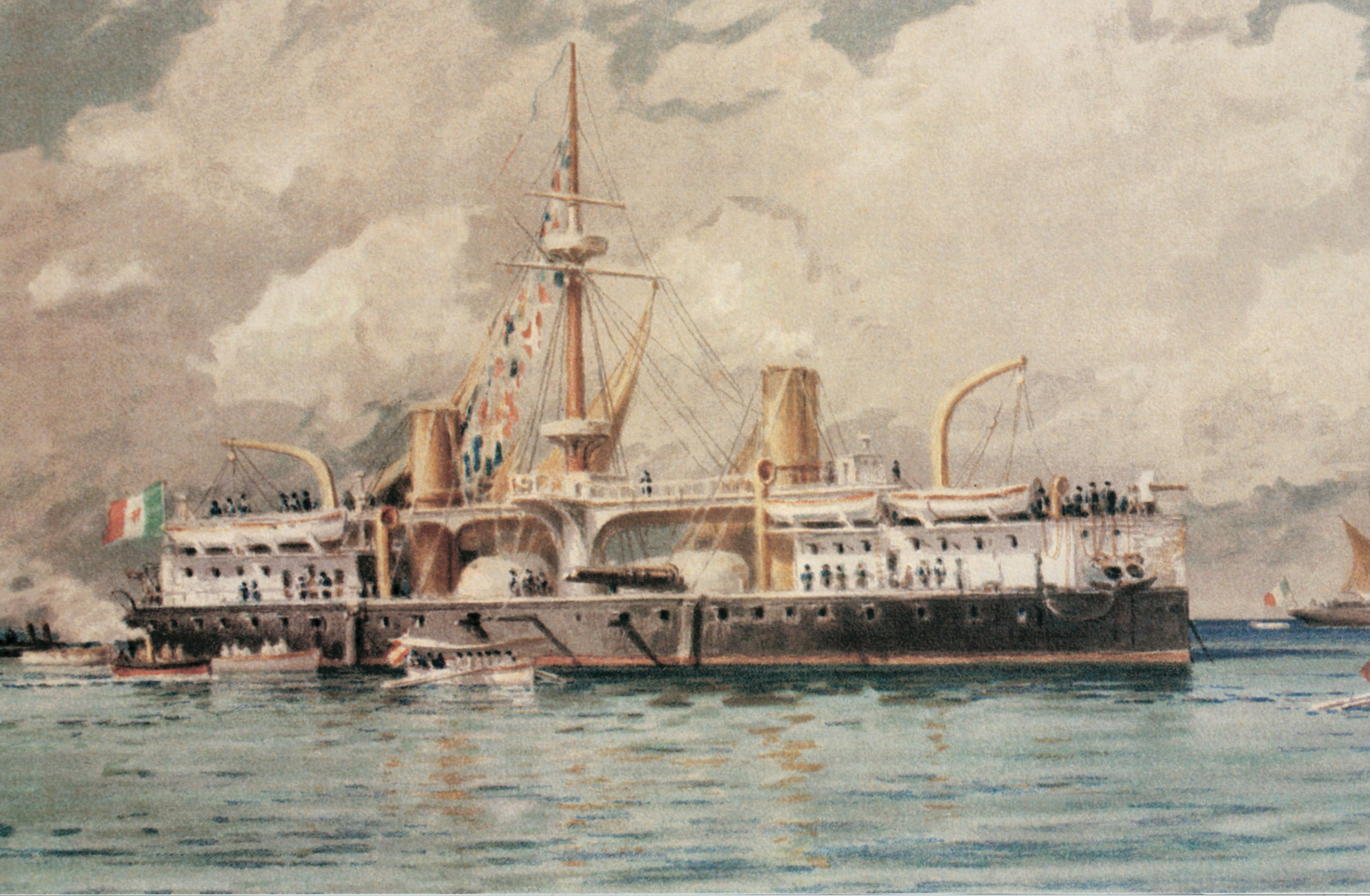
La corazzata italiana Ruggiero di Lauria (tempera su cartone, 1884)

A Rio de Janeiro conobbe e sposò la diciottenne Isabella Coelho Gomes, insieme alla quale lasciò nel 1876 il Brasile con una lettera imperiale di raccomandazione a Francisco de Carvalho Moreira, ambasciatore a Londra presso il governo britannico.
Secondo un'indagine di Salvador de Mendonça, citata dallo storico e giornalista Laudelino Freire, Eduardo de Martino era accreditato, al 1916, di 343 dipinti prodotti nel periodo brasiliano tra il 1867 e il 1875; fu ipotizzato che la decisione di lasciare il Paese fosse maturata a seguito della saturazione del mercato delle sue opere e il calo del loro valore commerciale.
La prima figlia della coppia nacque a Londra nel febbraio 1877.
Nei successivi due anni nacquero un’altra figlia e un figlio, che morì diciottenne nel 1897.
Stabilitosi allo Swiss Cottage a Camden e aperto il proprio studio a St. John’s Wood, strinse amicizia con diversi membri della casa reale britannica, in particolare con il principe di Galles Edoardo VII e la sua consorte, Alessandra di Danimarca; l’attività pittorica nel Regno Unito fu altrettanto intensa di quella del periodo sudamericano, e le sue opere trovarono ampia valorizzazione tanto da essere tuttora conservate a Buckingham Palace e al museo nazionale marittimo di Greenwich.

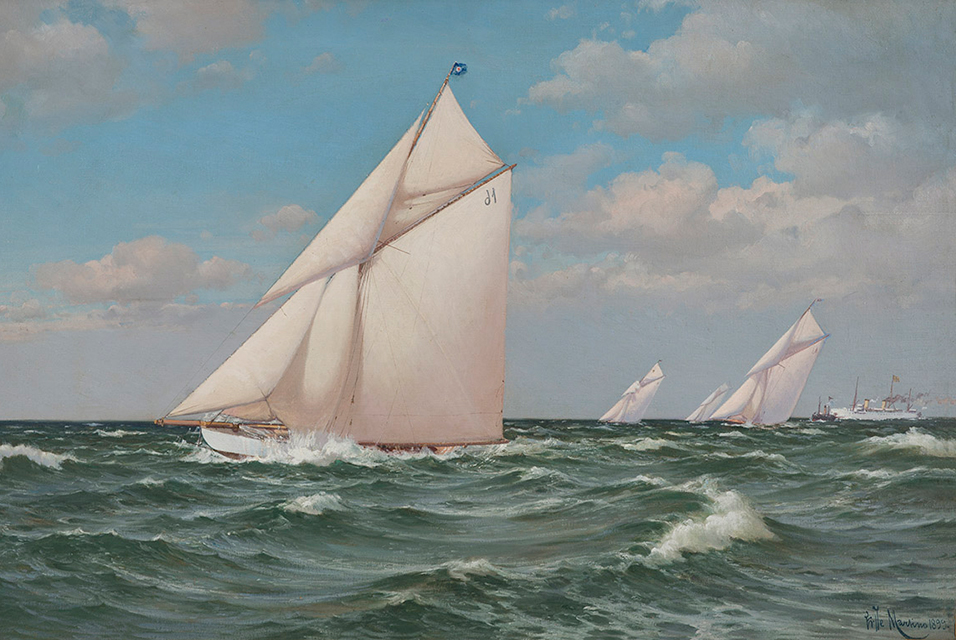
10th America’s Cup (olio su tela, 1899)

Grazie alle amicizie che vantava (incluse quelle in Casa Savoia, benché assente dall’Italia da circa 25 anni), ottenne numerosi incarichi (tra i più celebri quello di pittore dell’America’s Cup 1899 per volere di Thomas Lipton) e onorificenze in riconoscimento dei suoi contributi artistici: dalla sua patria d’origine ricevette il diploma di cavaliere dell’Ordine della Corona d’Italia nel 1892, mentre nel Regno Unito fu insignito dalla sua fondatrice dell’Ordine reale vittoriano, del quale successivamente suo figlio Edoardo, nel 1902, lo promosse a commendatore.
Inoltre, ancora Vittoria lo aveva nominato nel 1894 Marine Painter to Her Majesty («Pittore di Marina di sua Maestà»), titolo mai conferito né prima né in seguito e che fu confermato all’artista dai due sovrani successivi, Edoardo VII e Giorgio V.
Fin dal 1879 fu costretto a convivere con i postumi di una paralisi (verosimilmente dovuta a ictus) che lo rese parzialmente invalido anche se le pesanti limitazioni motorie non gli impedirono di dipingere; morì, probabilmente per la stessa causa, il 21 maggio 1912 a 74 anni mentre stava recandosi alla stazione Victoria per salutare Alessandra — all’epoca regina madre dopo la morte di Edoardo e l’ascesa al trono di Giorgio V — in partenza per un viaggio a Copenaghen.
Fu sepolto al cimitero cattolico di St Mary a Londra, dove riposano anche le spoglie del suo terzo figlio e di sua moglie.
Eduardo de Martino visse all’estero per 44 dei suoi 74 anni di vita, ciononostante mantenne sempre la propria cittadinanza italiana.
Gran parte dei suoi lavori non esposti furono custoditi dalla seconda figlia Maria Elisabetta (1878-1960), alla morte della quale entrarono in diverse collezioni, pubbliche o private.
Alla sua tecnica si ispirarono alcuni artisti di paesaggio dell’epoca, tra cui Thomas Somerscales e John Fraser.
Nel XXI secolo l’opera di Eduardo de Martino è tornata a richiamare l’interesse di critica e pubblico: Marinai d’Italia, la rivista ufficiale dell’A.N.M.I., lo cita come «il pittore di marina italiano più importante e noto a livello internazionale» a cavallo dei due secoli in cui visse.
Nel 2013 nella sua località natale, Meta, fu organizzata una breve mostra, Eduardo de Martino. Da ufficiale di Marina a pittore di corte, con esposizione delle tavole pubblicate sul testo omonimo curato da Luigina de Vito.
Tra marzo e aprile 2018, inoltre, la sua produzione brasiliana fu esposta al Museo storico nazionale di Rio de Janeiro nel quadro della mostra Paisagens da Guerra – A pintura de E. De Martino, che beneficiò anche della collaborazione dell’Istituto italiano di cultura in Brasile.
In Italia, originali delle sue opere raffiguranti navi della Regia Marina si trovano, tra gli altri, al Museo navale di Genova (corazzata Ruggiero di Lauria, 1884), all’Accademia navale di Livorno (corvetta Euridice, 1868) e al palazzo del Quirinale a Roma (corazzata Re Umberto 1898).

## Onorificenze

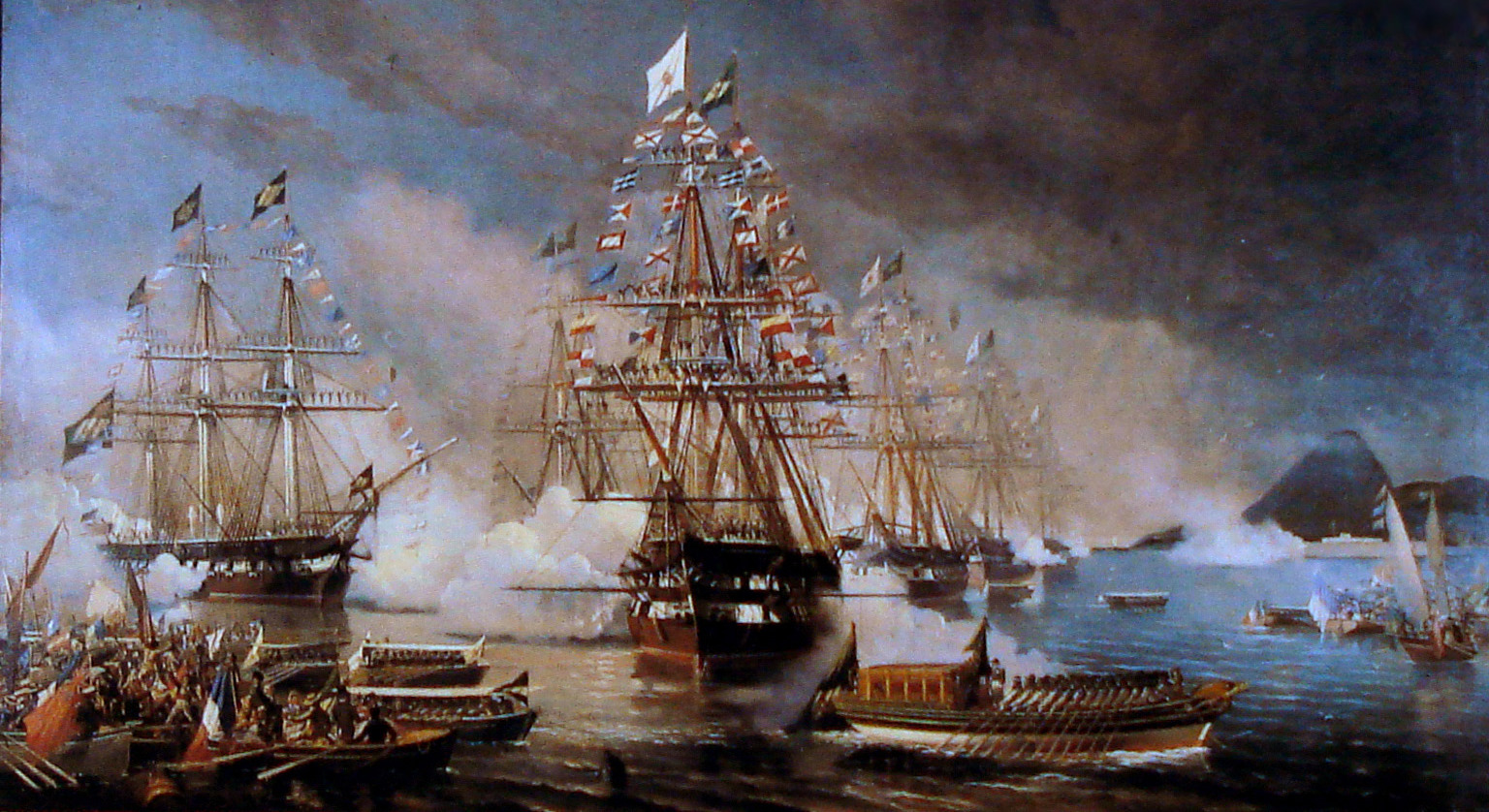
Arrivo della fregata «Constituição» recante a bordo Donna Teresa Cristina (olio su tela, 1872)

## Letteratura d’approfondimento
- Luigina de Vito Puglia, Eduardo de Martino. Da ufficiale di Marina a pittore di corte, a cura di Andrea Fienga, Monghidoro, con-fine, 2013, ISBN 88-96427-38-X.